# 圣文生小堂 (巴黎)

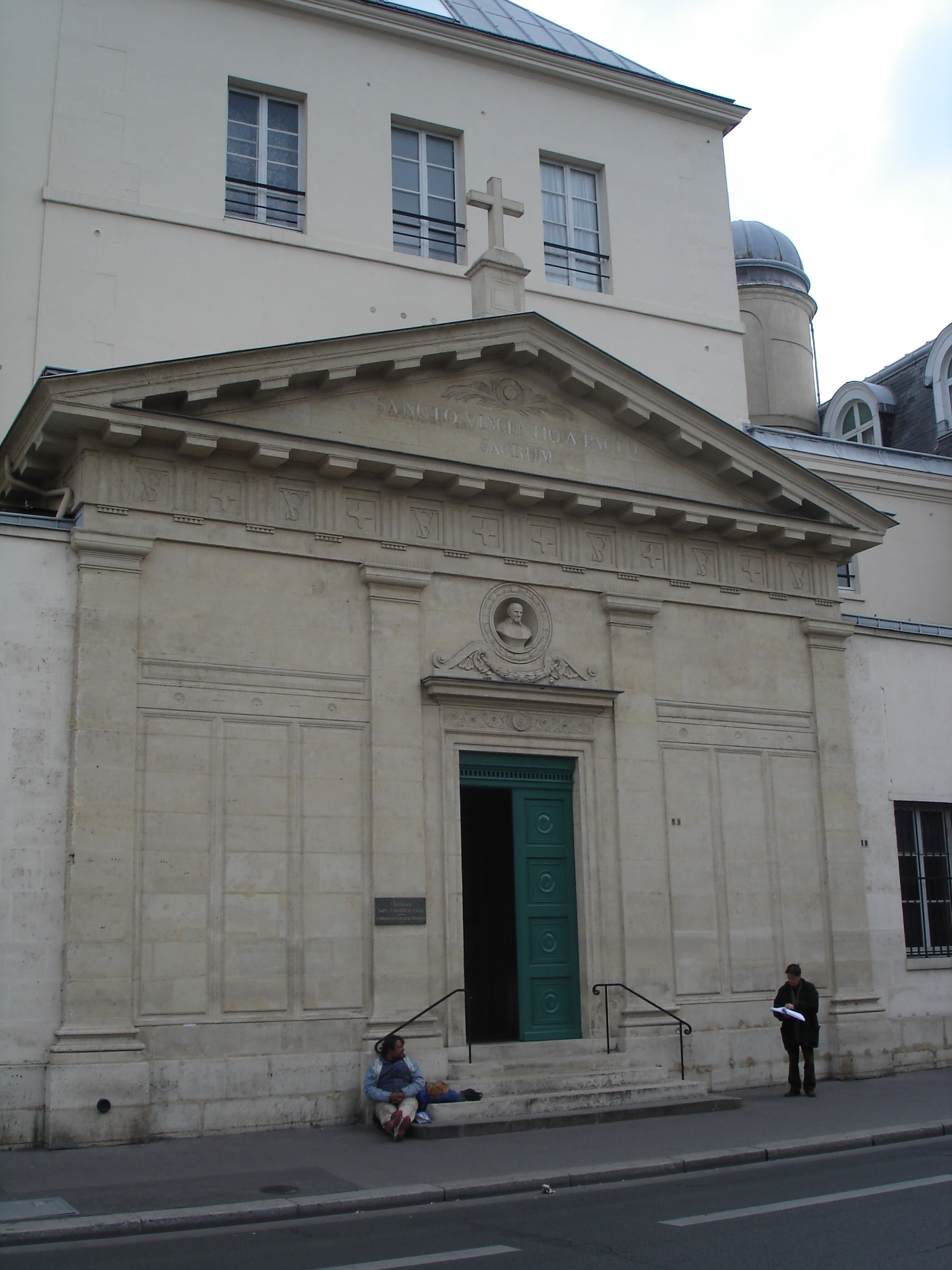

圣文生小堂（Chapelle Saint-Vincent de Paul）是一座罗马天主教遣使会的小堂，位于法国巴黎巴黎第六区的塞夫勒路95号。该堂装饰华丽，并藏有圣文生·德·保祿的圣髑。

## 历史
该堂由遣使会会祖文生·德·保祿创建于1625年，法国大革命后，于1817年搬迁。 
为了纪念他们的创始人，遣使会建立了一個小堂, 收集圣文生的遺物。1826年8月17日奠基，1827年11月1日由巴黎总主教 Hyacinthe-Louis de Quélen祝圣。
该堂在1983年到1992年之间得到修复。1994 年3月27日列为法国历史遗迹。

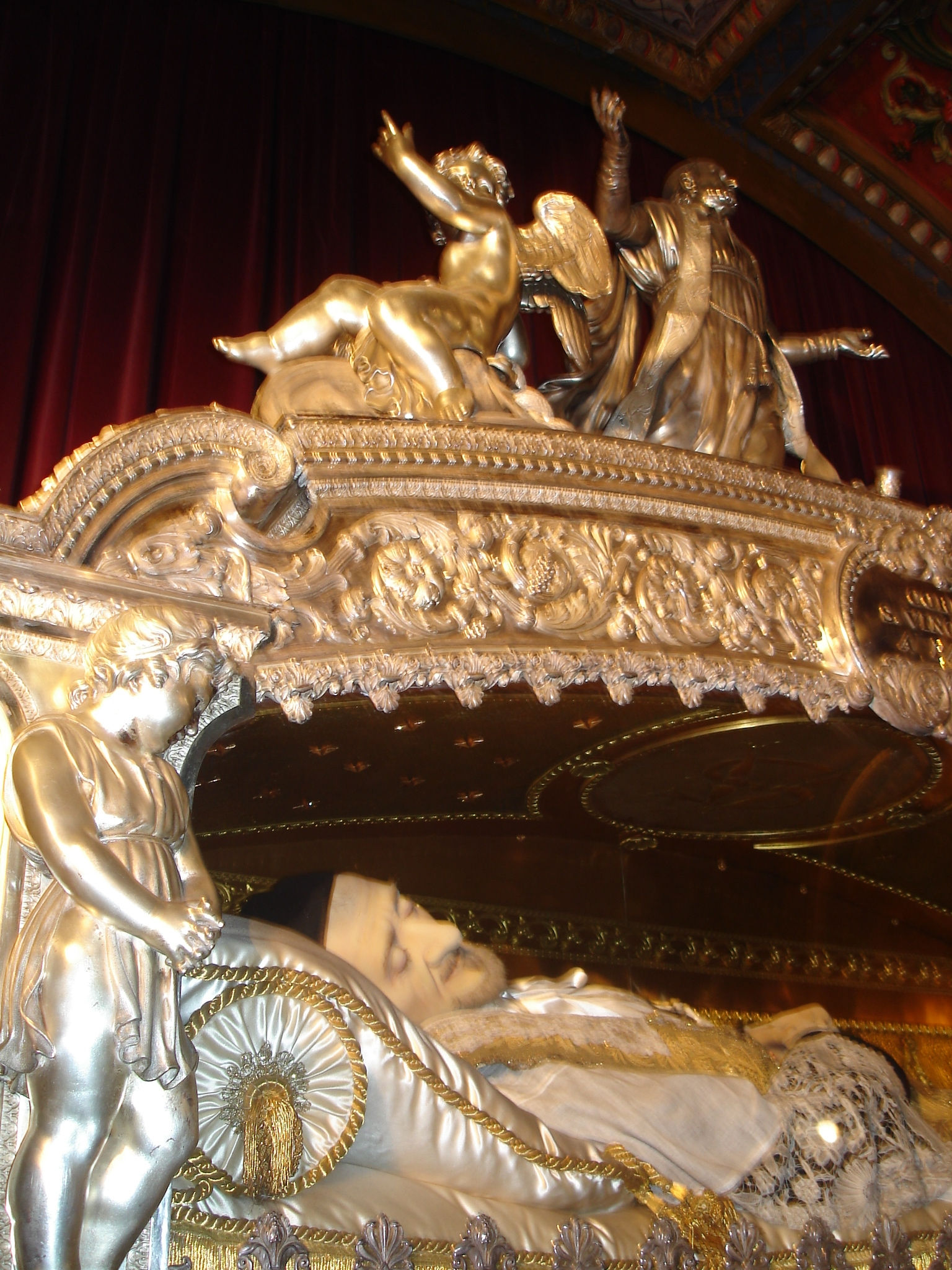
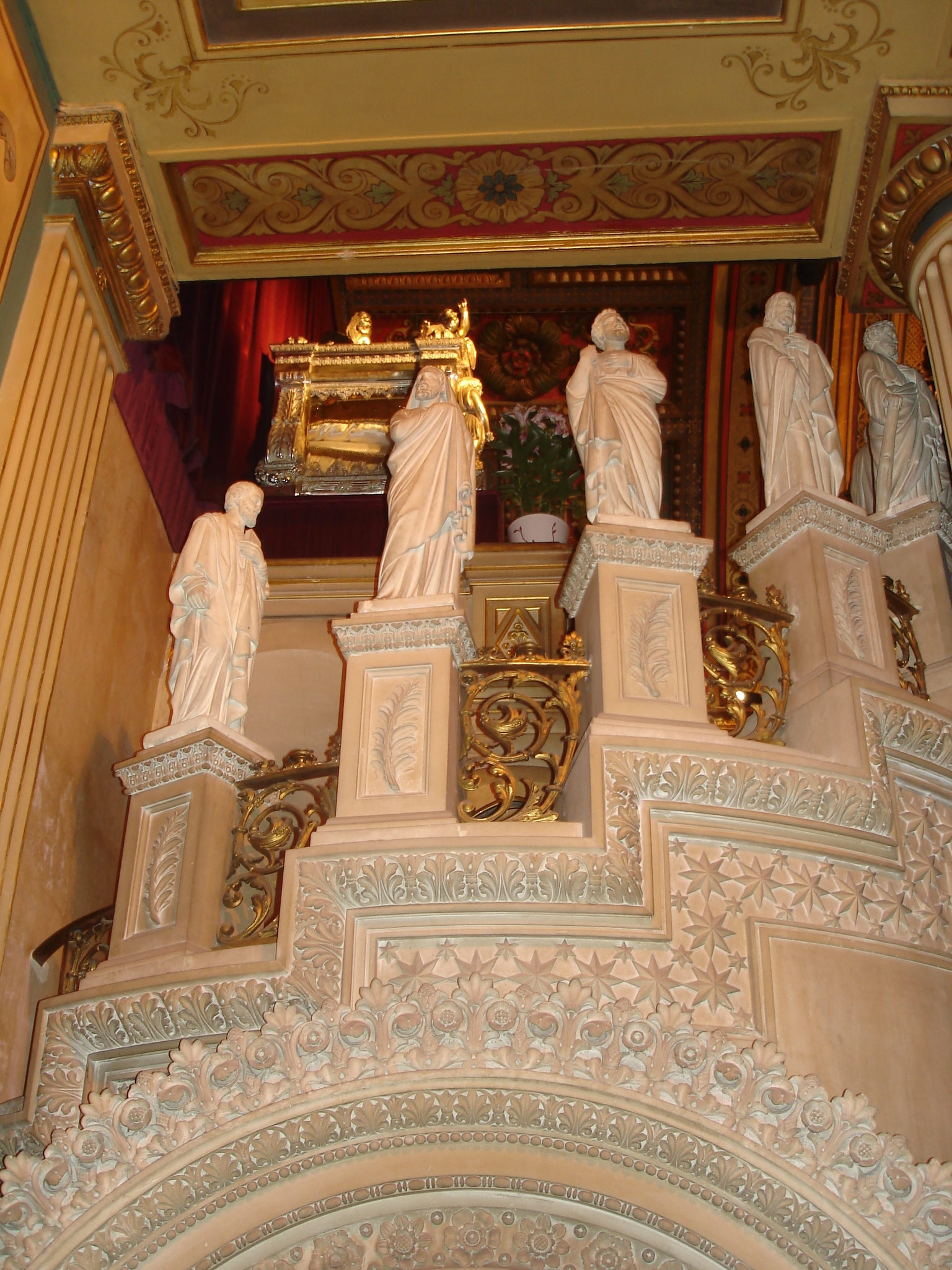

该堂安葬有两位因在中国武昌殉道而被封圣的遣使会修士：董文学神父，1840年9月11日在武昌殉教；刘格來神父，1820年2月18日在武昌殉教。 

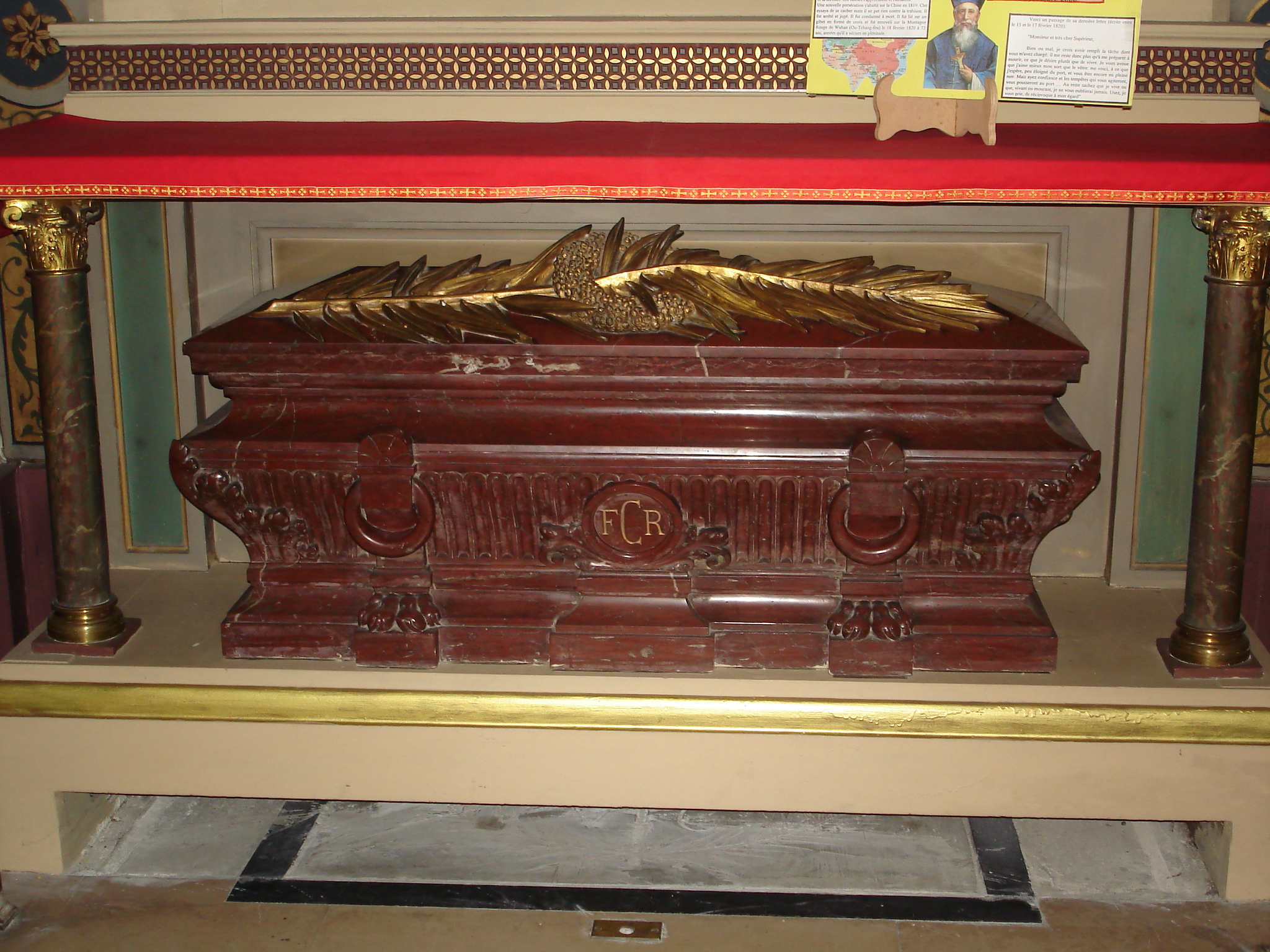
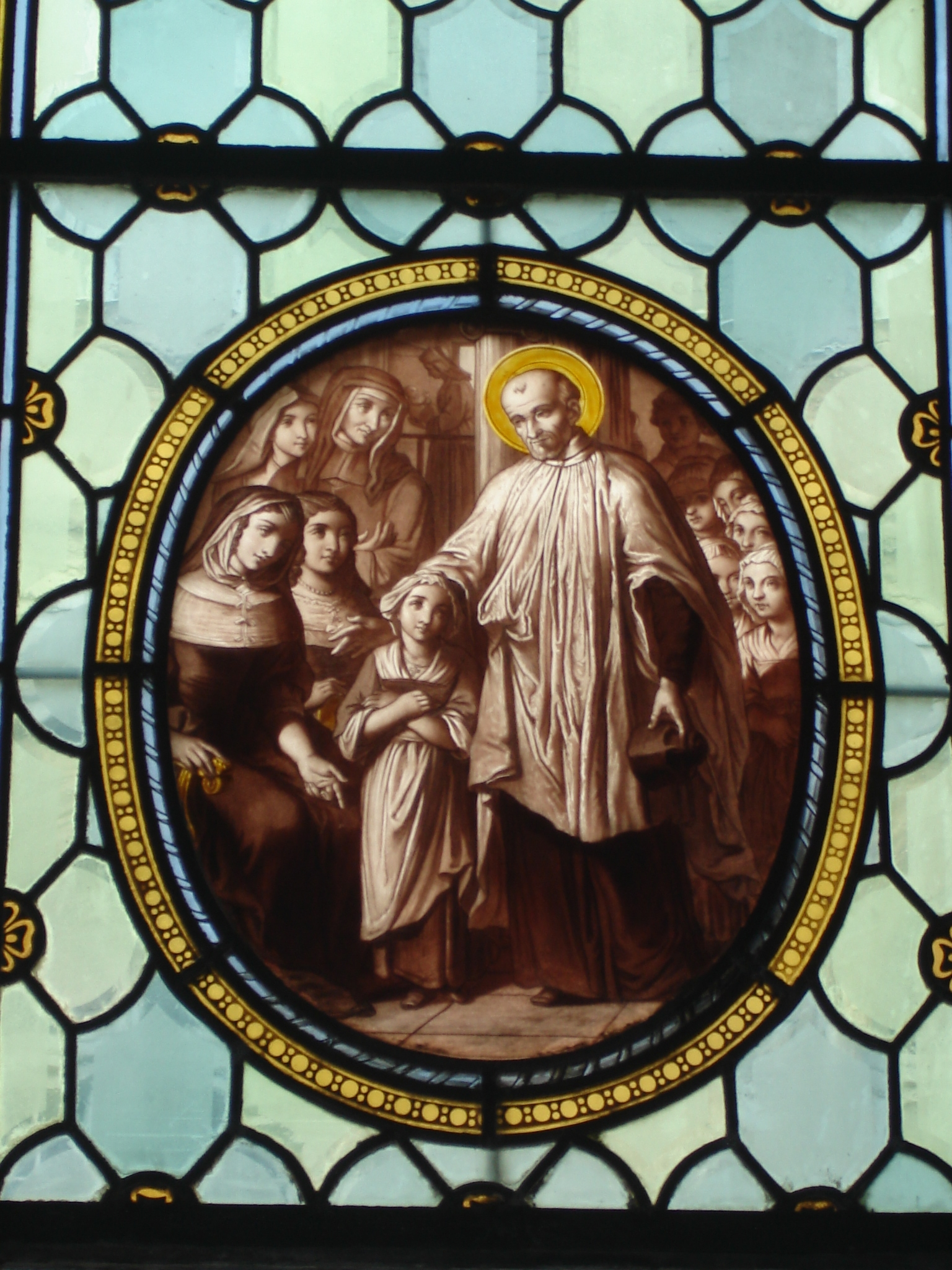
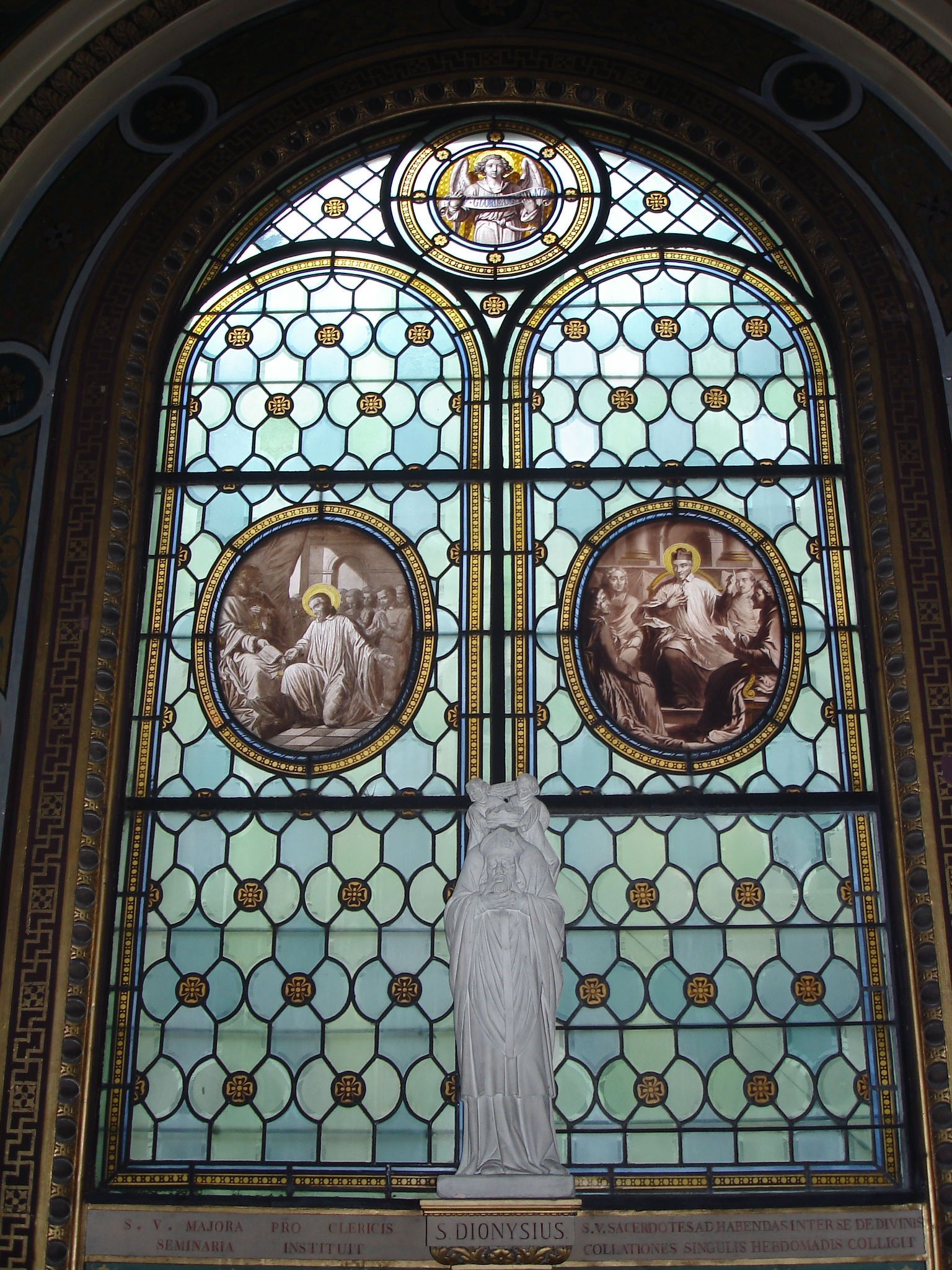
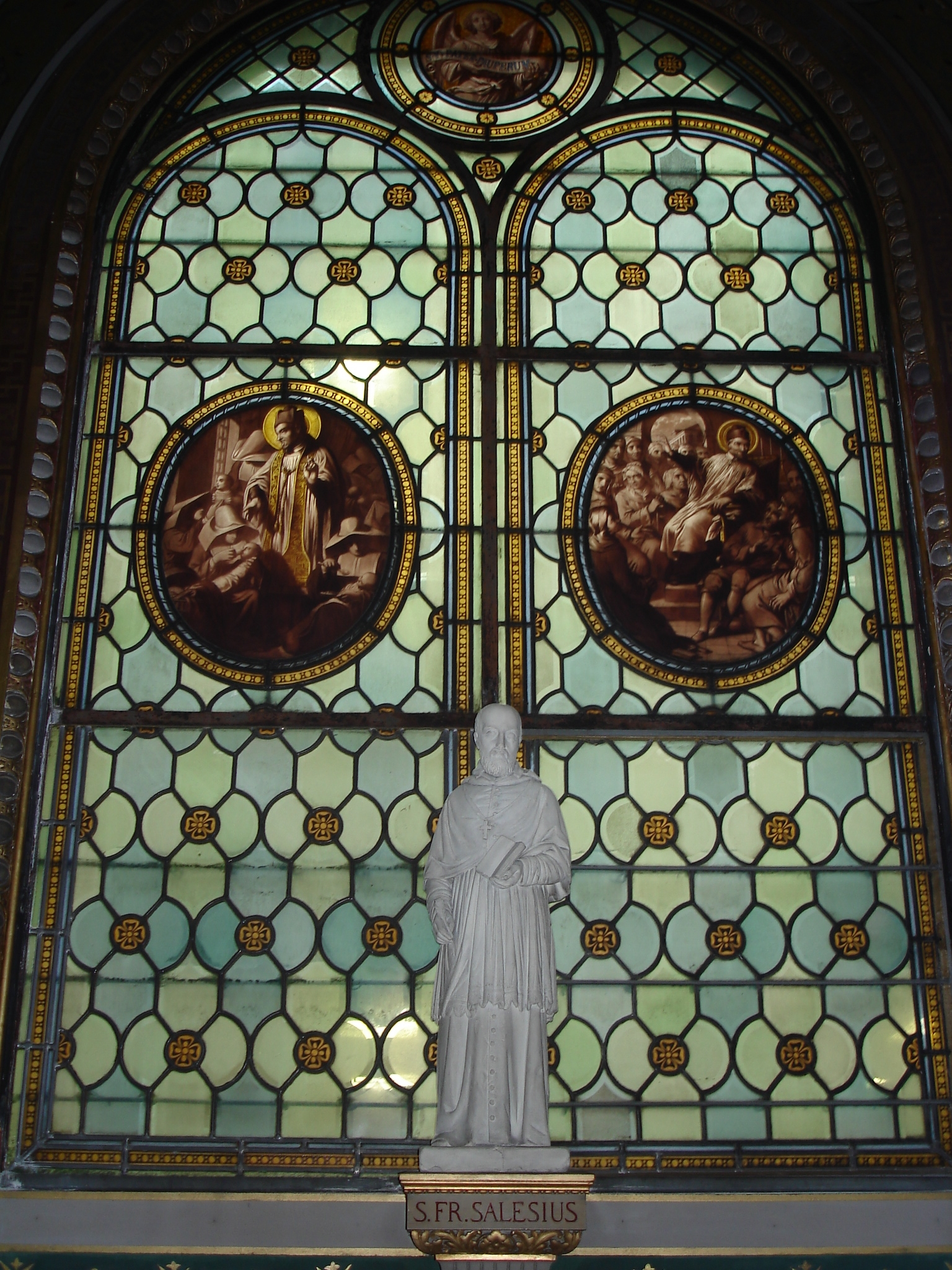
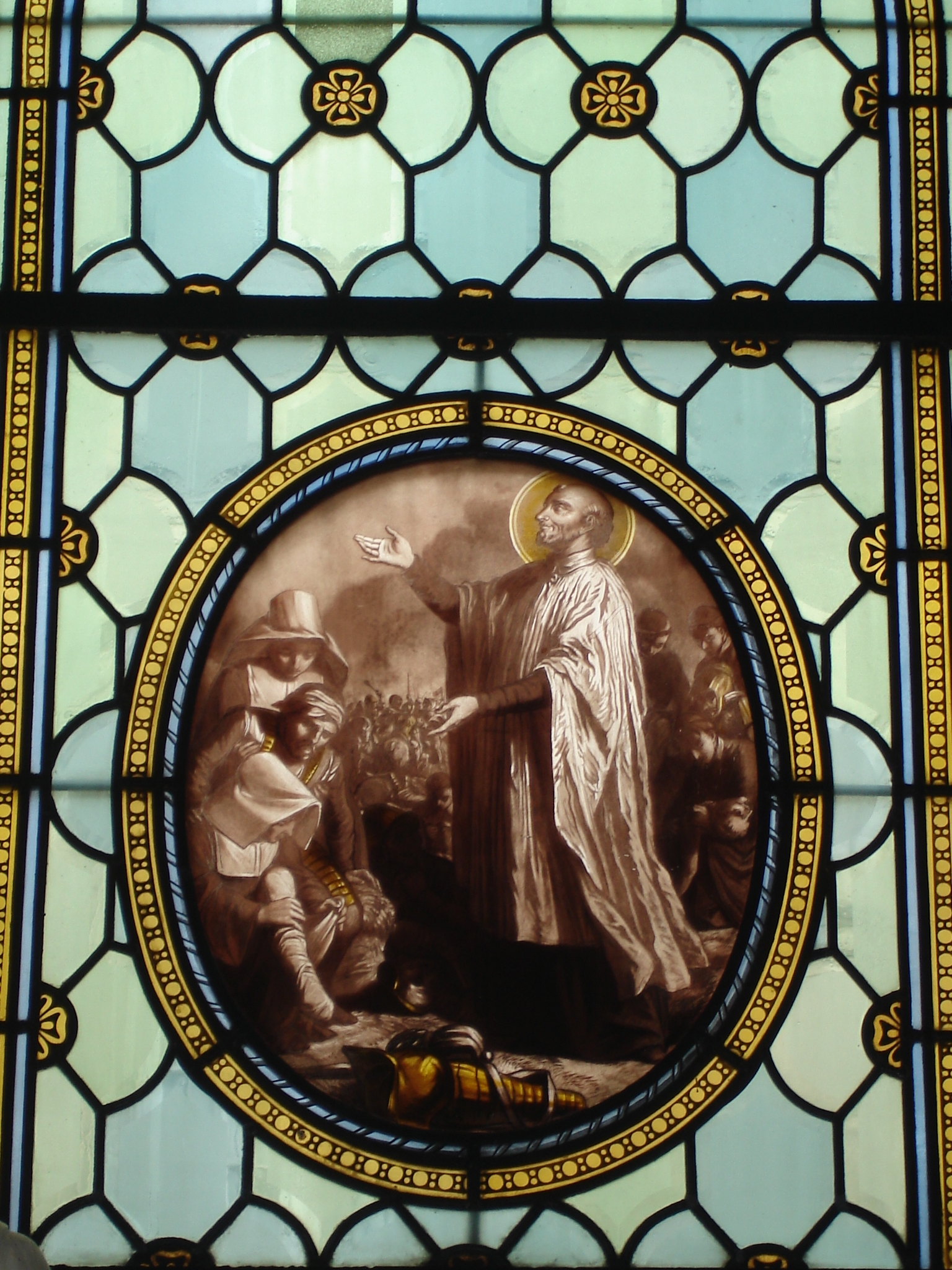
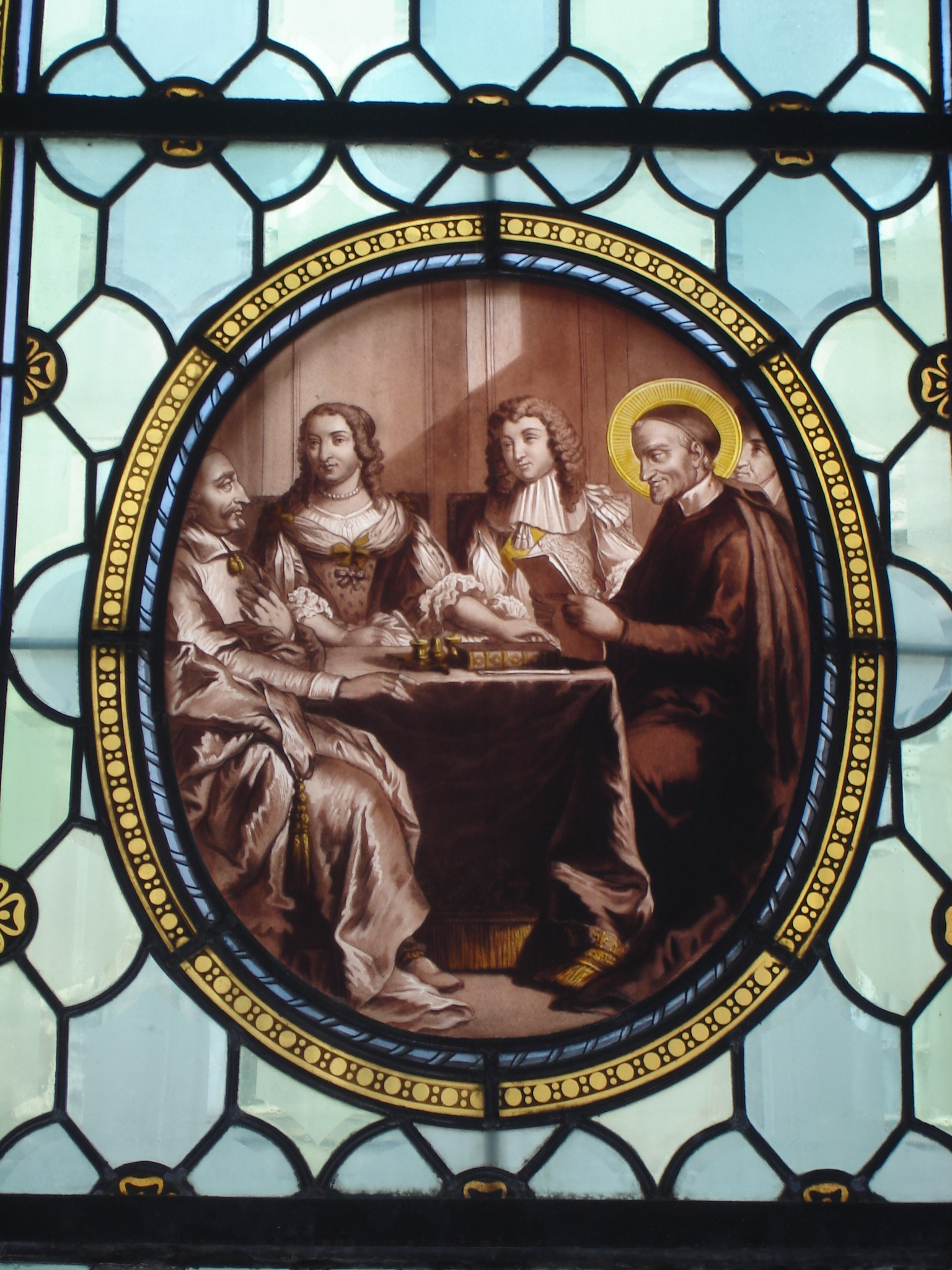
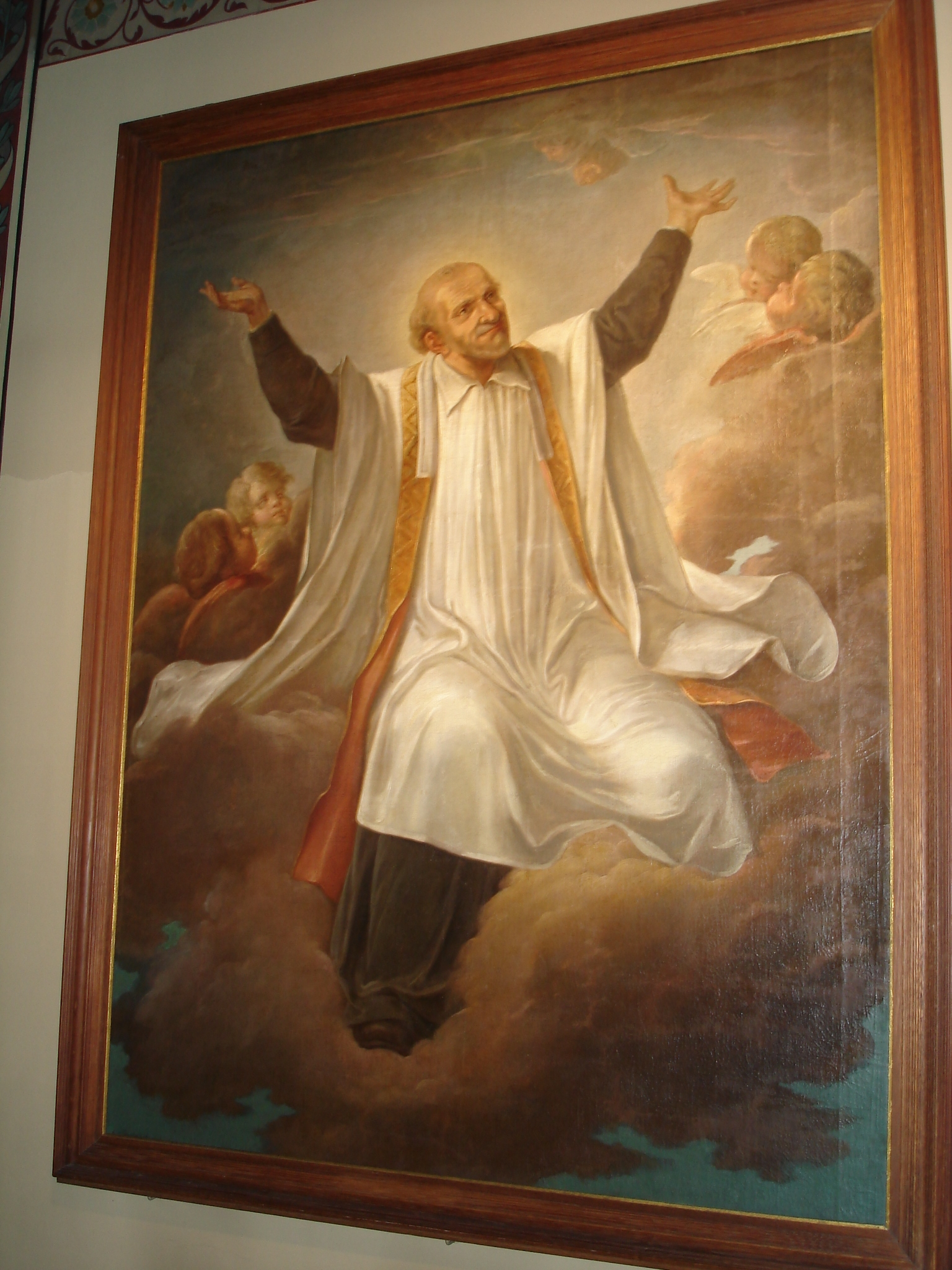
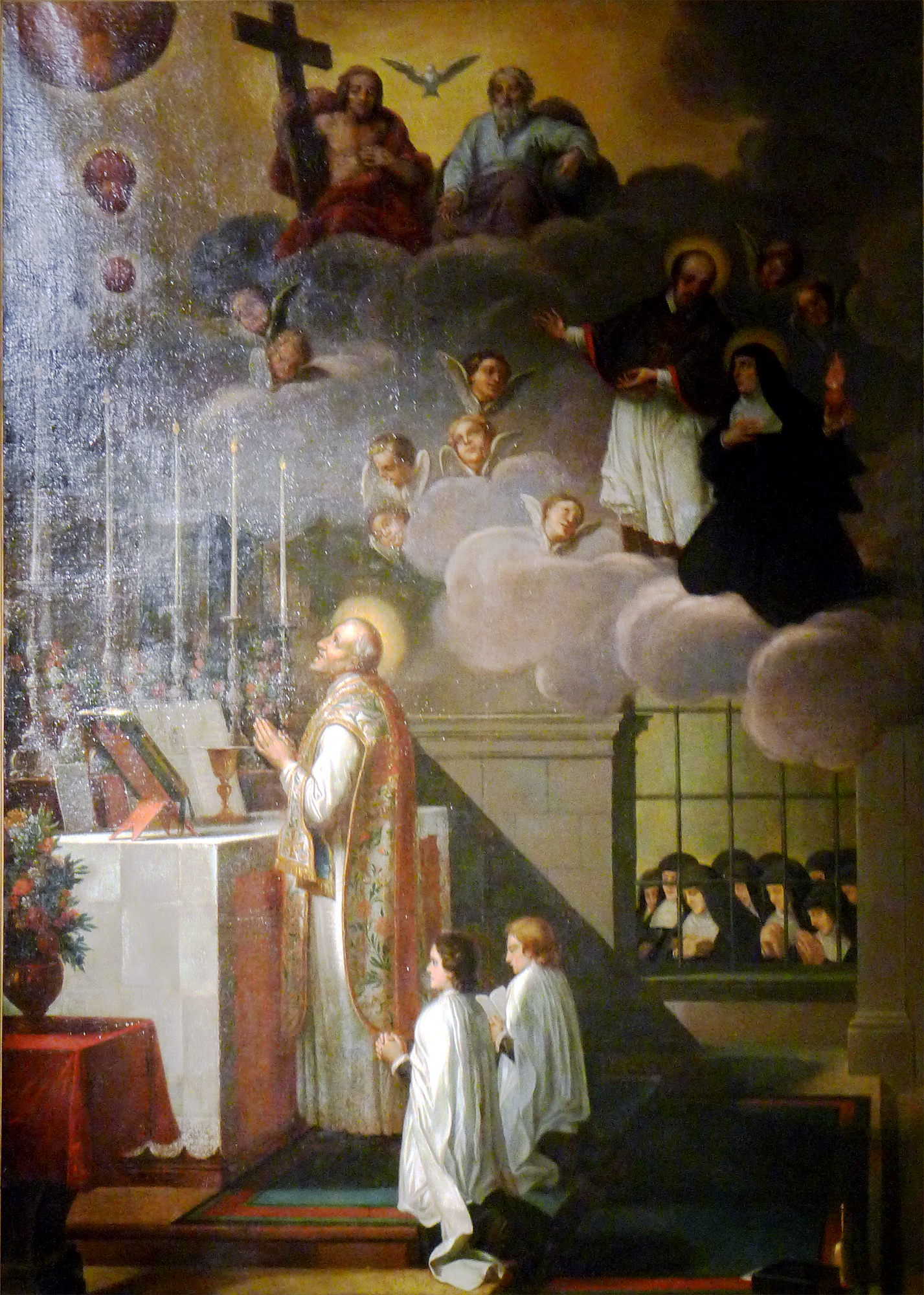
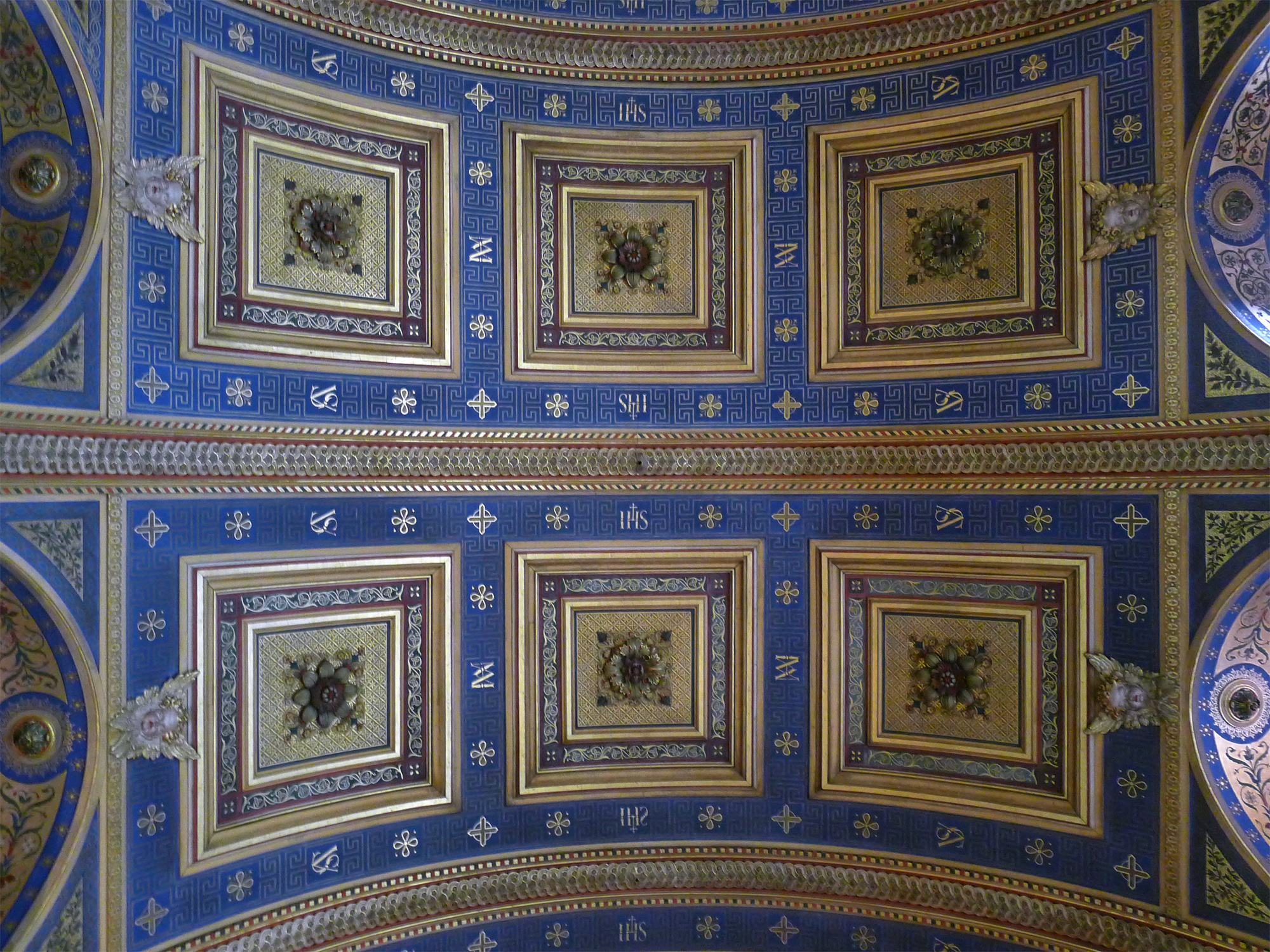
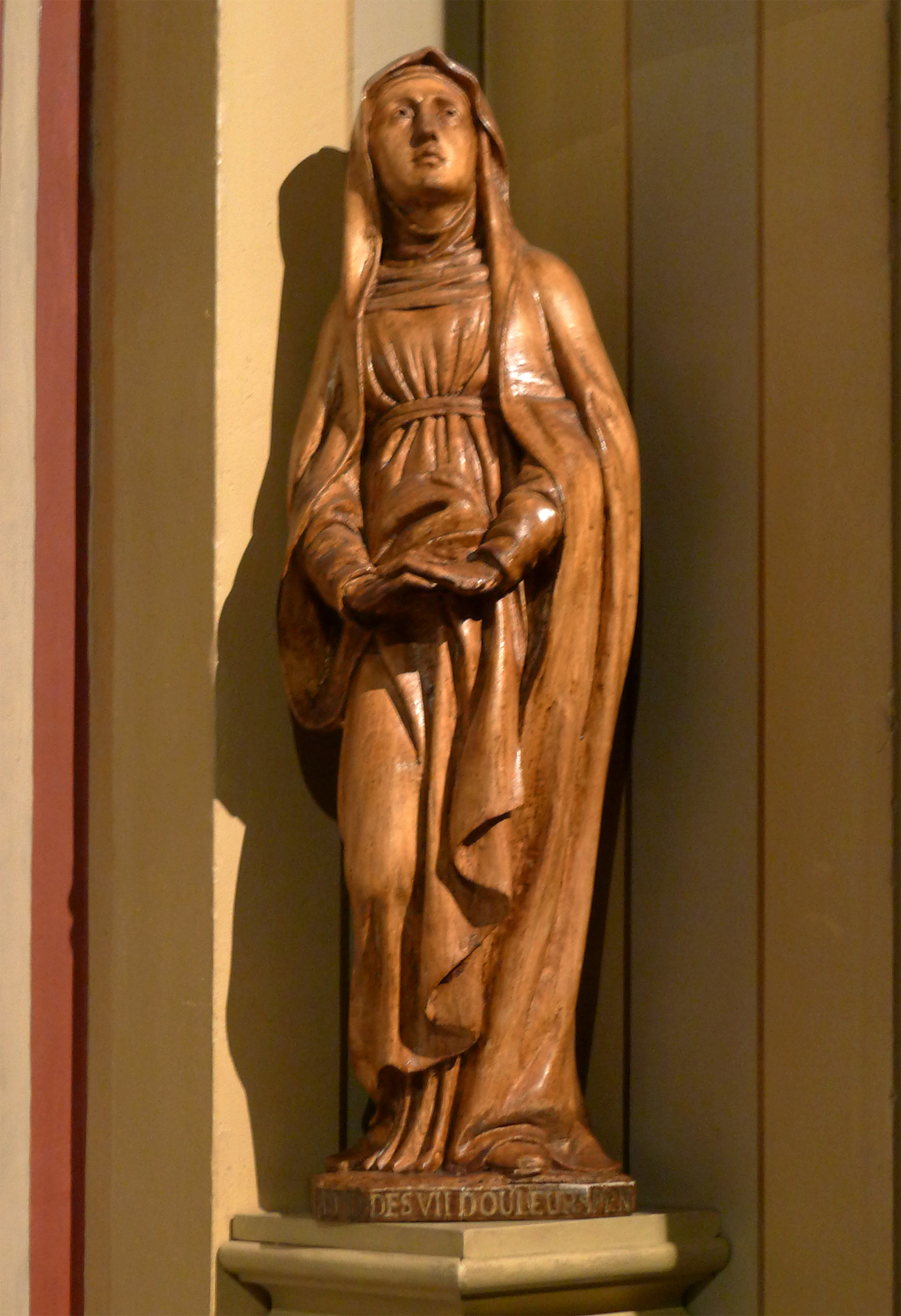
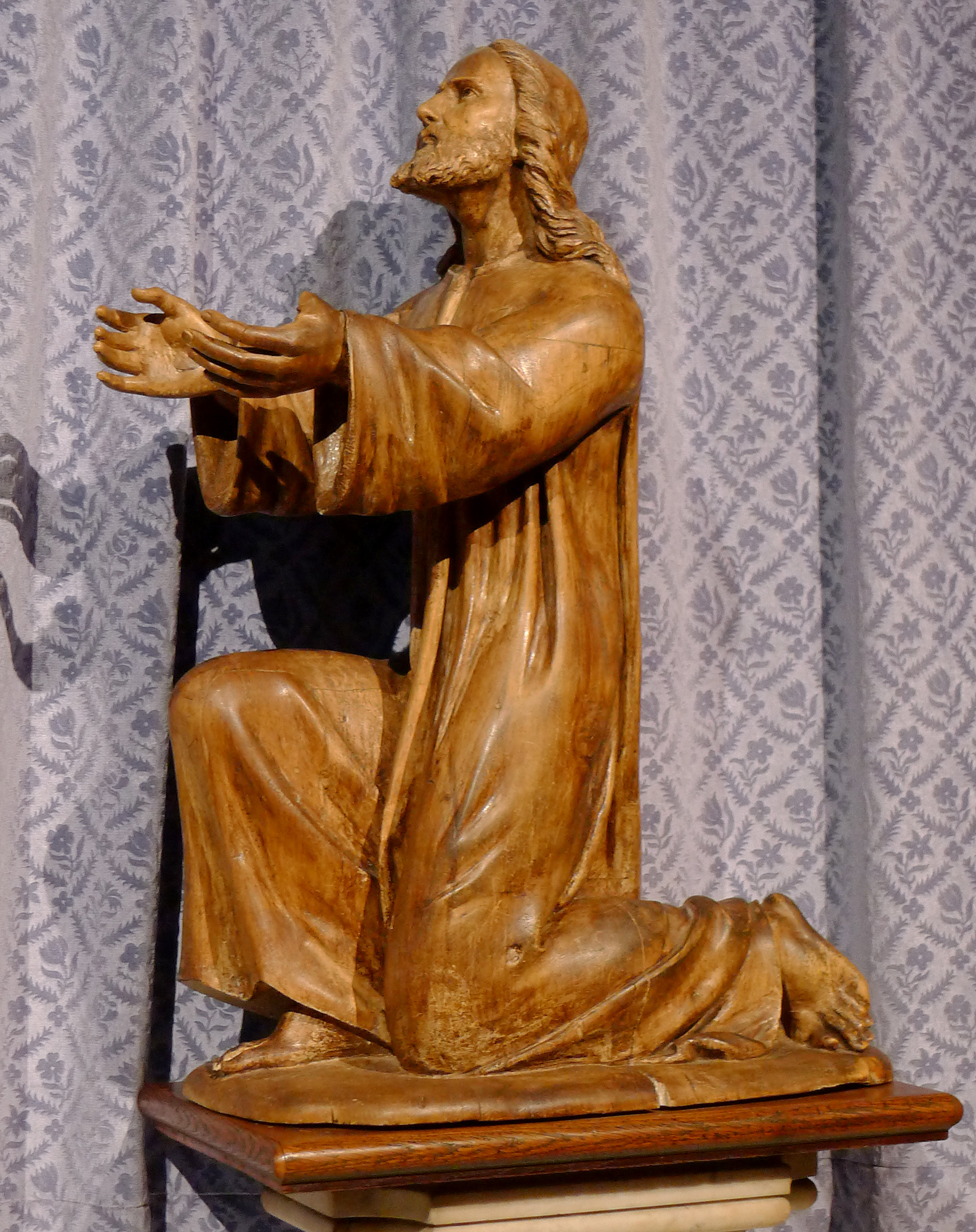
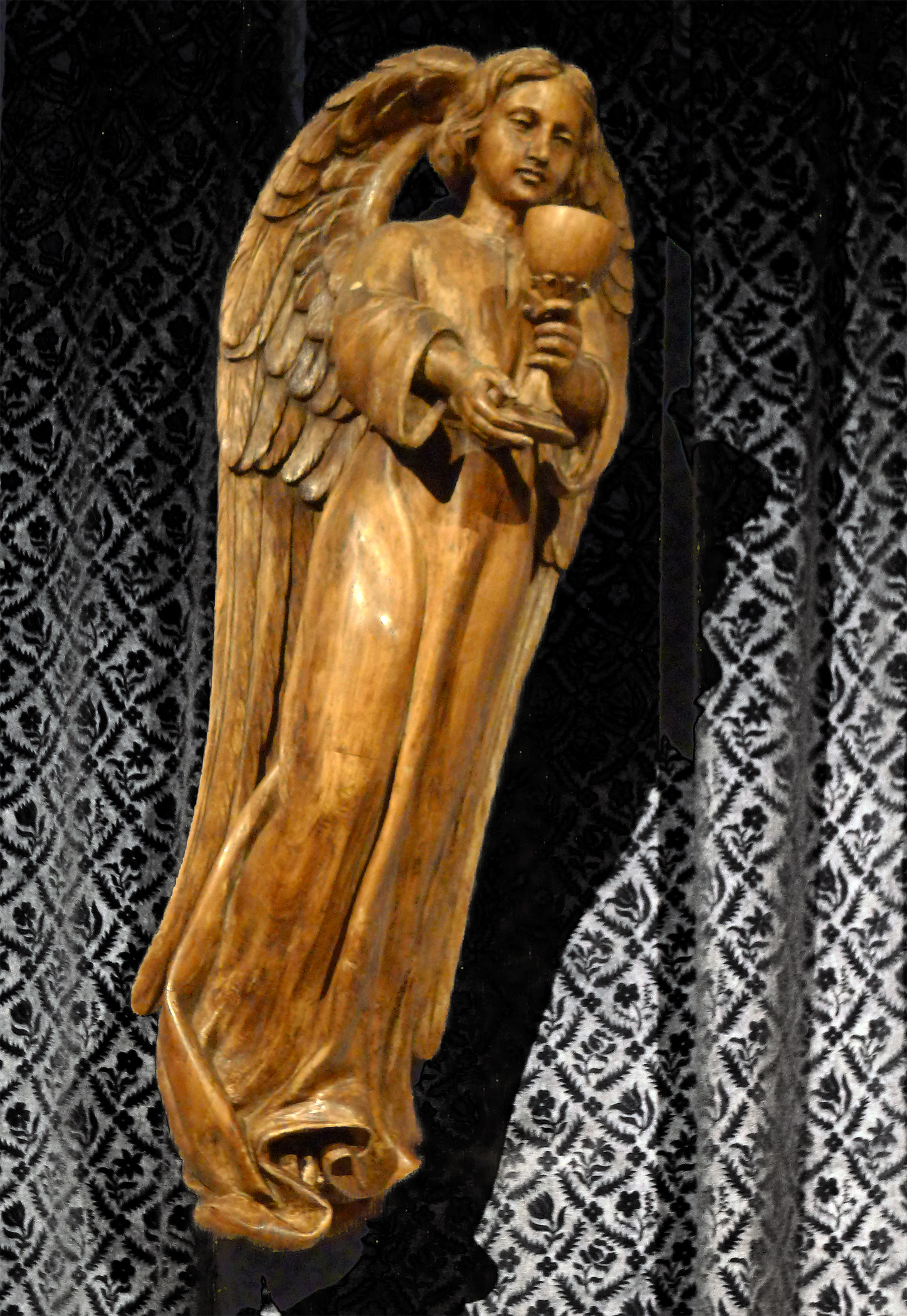
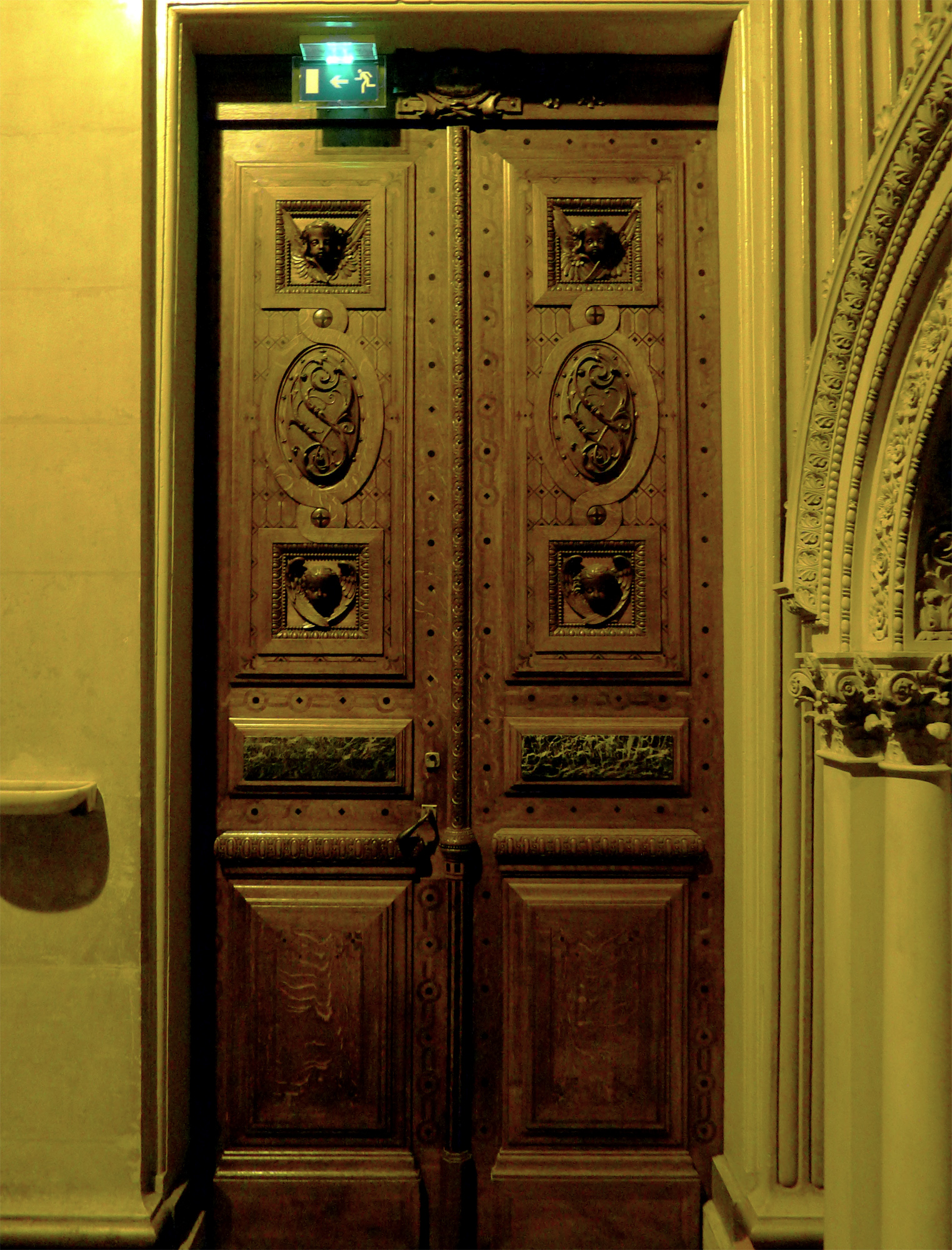
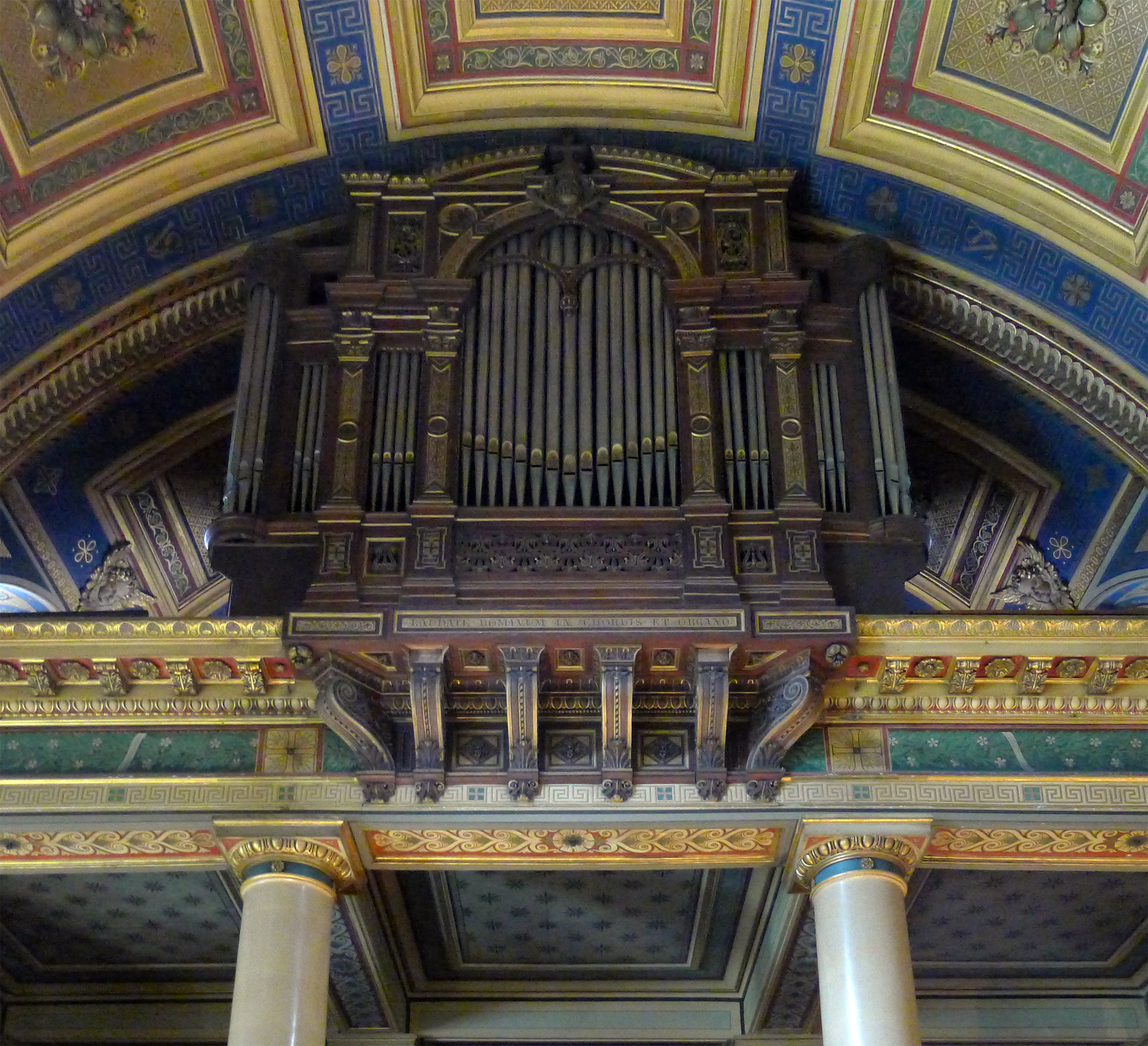